# Guabiju
Guabiju este un oraș în Rio Grande do Sul (RS), Brazilia.